# Francuski Antili
Francuski Antili (francuski: Antilles françaises), ponekad zvani i Francuske Zapadne Indije je naziv za francuske otočne posjede u Antilima.
Sastoje se od sljedećih otoka:
- Gvadalupa (DOM) 
  - Basse-Terre
  - La Désirade
  - Grande-Terre
  - Marie-Galante
  - îles de la Petite Terre
  - îles des Saintes (2 otoka)
- Sveti Bartolomej
- Sveti Martin, (Jedna trećina ovog otoka spada pod Nizozemske Antile)
- Martinik (DOM)

U prošlosti su pod Francuske Antile spadali i:
- otok Saint-Domingue,
- otok Dominika,
- otok Sveta Lucija,
- otok Tobago.
- otok Sainte Croix
- otoci Grenadini

|  | Portal Francuske – Pristup člancima s tematikom o Francuskoj. |